# Нив, Ами
Ами Нив (род. 11 июля 1965 года) — основатель и Глава Международной Федерации Айки-грав-маг.

## Биография
Семья Ами Нива репатриировалась в Израиль с Кавказа и стала жить в городе Хадера, когда Ами было 8 лет. Абсорбция, то есть адаптация к местным условиям жизни, для выходцев с Кавказа была трудной, особенно для детей. С ранних лет Ами сталкивался с предвзятым отношением, связанным с его происхождением, физическими и психологическими нападками вне дома. Это обстоятельство укрепило в нём твердость духа и помогло понять, что такое «реальность улицы». Вскоре после эмиграции он увлёкся боевыми искусствами и постепенно начал входить в жесткий график тренировок.
Ами начал с тренировок по дзюдо и джиу-джитсу, а в 16 лет занялся борьбой в стиле «крав-мага», популярной в Израиле в молодежной среде. Ами Нив стал одним из последних учеников Ими Лихтенфельда (недоступная ссылка) — основателя стиля «крав-мага». Во время службы в Армии обороны Израиля Нив был руководителем отдела по обучению бойцов «крав-мага» Государственного спортивного института «Вингейт» и параллельно — действующим специалистом в области безопасности Израиля и антитеррора.

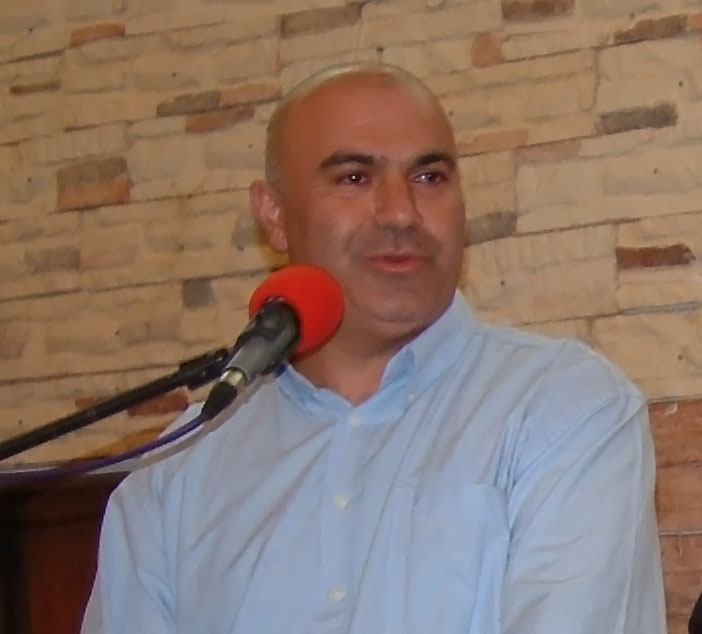
Антитеррористические семинары Ами Нива

Ами Нив регулярно проводит семинары по боевым искусствам и антитеррору как в своей стране, так и за пределами Израиля. У него множество учеников по всему миру, он также является Почетным гражданином России. Ами обучает боевому варианту «крав-мага» и другим различным техникам боя, а также методике переговоров с террористами элитных подразделений армии и полиции, консультирует различные государственные ведомства, антитеррористические организации и охранные структуры.
Ами Нив — глава Федерации Айки-крав-мага (AKMF). У него 2-я степень (магистр / М. А.) в социологии и спортивном менеджменте, он выпускник тренерского факультета Института физкультуры и спорта имени Вингейта. С 2012 года, Ами Нив — магистр права (L.L.M Law). У него семья: жена-врач и трое детей. Он тренирует старших учеников своей академии айкидо, а также организует тренировочные залы для всех желающих изучать стиль «айки-крав-мага».
Ами также занимается общественной деятельностью: много лет возглавляет Кавказскую общину своего родного города Хадера, помогает Культурному центру выходцев с Кавказа, театру горских евреев и историческому музею.

## Ссылки на интернет-ресурсы Ами Нива

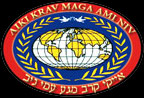
Эмблема Академии Айки-крав-мага Ами Нива